# Les Testeurs
Les Testeurs est une émission de télévision québécoise qui a été diffusé entre le 1er septembre 2011 et le 14 juin 2014 sur VRAK.TV. L'émission est de retour en 2023 sur Z et est toujours animé par Patrice Bélanger et Étienne Boulay. 

## Synopsis
Chaque semaine, le comédien Patrice Bélanger et le footballeur Étienne Boulay proposent des tests de toutes sortes, sur des objets ou des humains. Rien ne sera à l’épreuve de nos animateurs ! Ils vérifieront entre autres la contagion d’un fou rire, la vanité des gars comparée à celle des filles, le pouvoir de l’hypnose, la force d’impact d’un solide placage de football… Curieux de connaître les résultats de leurs expérimentations ? C’est à suivre !

## 1resaison(2011-2012)
Diffusée sur VRAK.TV entre le 1er septembre 2011 et le 22 mars 2012.
| №  | Nom de l'épisode                                                                                        | Première diffusion | Invités                   |
| -- | --- | ------------------ | ------------------------- |
| 1  | Qu'est-ce qui fait partir la sensation du piquant après avoir mangé des piments fort ?                  | 1er septembre 2011 | Joey Scarpellino          |
| 2  | Gars/Filles: Qui ont le plus de rythme ?                                                                | 8 septembre 2011   |                           |
| 3  | Est-il possible de tirer une nappe sans faire tomber la vaisselle ?                                     | 15 septembre 2011  |                           |
| 4  | Est-ce plus écologique une douche ou un bain ?                                                          | 22 septembre 2011  |                           |
| 5  | Qui est le plus game pour chanter dans la rue ?                                                         | 29 septembre 2011  |                           |
| 6  | Existe-t-il un truc pour éplucher des oignons sans pleurer ?                                            | 6 octobre 2011     |                           |
| 7  | Est-ce qu'un citoyen pourrait partir au combat avec l'armée ?                                           | 13 octobre 2011    | Pierre Hébert             |
| 8  | Est-ce vrai qu'on ne goûte rien le nez bouché ?                                                         | 20 octobre 2011    |                           |
| 9  | Est-ce qu'on peut descendre d'une fenêtre avec des draps ?                                              | 27 octobre 2011    |                           |
| 10 | Est-ce qu'un citoyen ordinaire peut faire l'entraînement du SPVM anti...                                | 3 novembre 2011    |                           |
| 11 | Est-ce facile de faire une pyramide de champagne ?                                                      | 10 novembre 2011   |                           |
| 12 | À quelle distance on ne s'entend plus crier ou parler ?                                                 | 17 novembre 2011   |                           |
| 13 | Est-ce que les trucs maison pour éliminer les tâches fonctionnent vraiment ?                            | 24 novembre 2011   |                           |
| 14 | Est-ce que le persil, clou de girofle et thé vert enlèvent la mauvaise haleine ?                        | 1er décembre 2011  | Guillaume Lemay-Thivierge |
| 15 | Est-ce que les éléphants ont peur des souris?                                                           | 8 décembre 2011    |                           |
| 16 | Est-ce que des amateurs peuvent effectuer des cascades en voiture comme dans les films ?                | 12 janvier 2012    |                           |
| 17 | Est-ce que les chauves-souris s'agrippent vraiment dans les cheveux ?                                   | 19 janvier 2012    |                           |
| 18 | Est-ce la nourriture pour chats ou pour chiens qui est la meilleure au goût ?                           | 26 janvier 2012    |                           |
| 19 | Est-ce possible de débouler des marches sans se faire mal ?                                             | 2 février 2012     | Bruny Surin               |
| 20 | Qu'est-ce qui atténue la sensation de vertige?                                                          | 9 février 2012     |                           |
| 21 | Est-ce que les gorilles sont presque aussi intelligents que les humains                                 | 16 février 2012    |                           |
| 22 | Jusqu'à quelle distance peut-on se lancer des œufs sans qu'ils cassent ?                                | 23 février 2012    |                           |
| 23 | Est-ce que si on est capable de jouer au hockey classique, on est capable de jouer au hockey sur luge ? | 1er mars 2012      | Emmy Langlais             |
| 24 | Est-ce que deux non cascadeurs peuvent se mettre en feu de manière sécuritaire ?                        | 8 mars 2012        |                           |
| 25 | Est-il possible de tromper un chien renifleur?                                                          | 15 mars 2012       |                           |
| 26 | Qu'est-ce qui rase de plus près: un rasoir électrique ou un rasoir à lame?                              | 22 mars 2012       | Philippe Bond             |

## 2esaison(2012-2013)
Diffusée sur VRAK.TV depuis le 6 septembre 2012.
| №  | Nom de l'épisode                                           | Première diffusion | Invités           |
| -- | ---------------------------------------------------------- | ------------------ | ----------------- |
| 1  | Surf, lunch, ballons                                       | 6 septembre 2012   |                   |
| 2  | Planches à roulettes, bungee, gommes                       | 13 septembre 2012  |                   |
| 3  | Escalade, maquillage hydrofuge et Fruit Ninja              | 20 septembre 2012  | Marie-Soleil Dion |
| 4  | Rafting, tyrolienne et camélons                            | 27 septembre 2011  |                   |
| 5  | Embarcation, lavage de main et cornet                      | 4 octobre 2012     |                   |
| 6  | Football, bonbons, caverne                                 | 11 octobre 2012    |                   |
| 7  | Bétail, tir à l'arc, infopubs, patins et eau glacée        | 18 octobre 2012    |                   |
| 8  | Tube, lutte, GPS                                           | 25 octobre 2012    |                   |
| 9  | Piscine à vagues, céréales et vélo de montagne             | 1er novembre 2012  |                   |
| 10 | Radeau, emballage et super colle                           | 8 novembre 2012    |                   |
| 11 | Plongée, pomme, médecine et boire par le nez               | 15 novembre 2012   |                   |
| 12 | Deltaplane, trampomur et test de goût                      | 22 novembre 2012   |                   |
| 13 | Sens de l'orientation, rover et slackline                  | 29 novembre 2012   |                   |
| 14 | Joannie Rochette, guimauves et escrime                     | 10 janvier 2013    | Joannie Rochette  |
| 15 | Décalade, jongler avec des bâtons de feu, texter au volant | 17 janvier 2013    |                   |
| 16 | Mille-pattes, poterie et plantes carnivores                | 24 janvier 2013    |                   |
| 17 | Baseball, magie et concentration                           | 31 janvier 2013    |                   |
| 18 | Trampoline, tandem avec William de Mix3 et bactéries       | 7 février 2013     | William Cloutier  |
| 19 | Daniel Brière, caverne et respiration sous l'eau           | 14 février 2013    | Daniel Brière     |
| 20 | Escalade, 4 × 4 et noir/blanc                              | 21 février 2013    |                   |
| 21 | Basket en fauteuil roulant, trapèze et détecteur de métal  | 28 février 2013    |                   |
| 22 | Mix3 et manège, service à l'auto et gravité                | 7 mars 2013        |                   |
| 23 | Cowboy, Splash et crossfit                                 | 14 mars 2013       |                   |
| 24 | VTT, sable et perroquet                                    | 21 mars 2013       |                   |
| 25 | Nawatobi, dresseur de chiens et Hugo Girard                | 28 mars 2013       | Hugo Girard       |
| 26 | Bombe dans la piscine, hélicoptère et escaliers roulants   | 4 avril 2013       |                   |

## 3esaison(2013)
- Diffusée sur VRAK.TV depuis le jeudi 5 septembre 2013.
- À compter du vendredi 10 janvier 2014 l'émission changera de case horaire[2]

| №  | Nom de l'épisode                            | Première diffusion | Invités           |
| -- | ------------------------------------------- | ------------------ | ----------------- |
| 1  | Cascades, bras de fer, chandelle, canyoning | 5 septembre 2013   |                   |
| 2  | Limbo, singes et golf                       | 12 septembre 2013  |                   |
| 3  | Surf, marcher sur des œufs et parkour       | 19 septembre 2013  |                   |
| 4  | Pomme dans l'eau, poids et ultimate frisbee | 26 septembre 2013  |                   |
| 5  | Science, quidditch et chandails             | 3 octobre 2013     |                   |
| 6  | Hydroluge, céréales et laser                | 10 octobre 2013    |                   |
| 7  | Ballons d'eau                               | 17 octobre 2013    |                   |
| 8  | Croustilles                                 | 24 octobre 2013    |                   |
| 9  | Collier à chien (Spécial Halloween)         | 1er novembre 2013  |                   |
| 10 | Beurre d'arachides                          | 7 novembre 2013    |                   |
| 11 | Tubes                                       | 14 novembre 2013   |                   |
| 12 | Glissades                                   | 21 novembre 2013   |                   |
| 13 | Spécial Noël                                | 19 décembre 2013   |                   |
| 14 | Patins                                      | 10 janvier 2014    |                   |
| 15 | Lancer des verres d'eau                     | 17 janvier 2014    |                   |
| 16 | Tomber au sol                               | 24 janvier 2014    |                   |
| 17 | La couleur des poivrons                     | 31 janvier 2014    |                   |
| 18 | Les biscuits aux pépites de chocolat        | 7 février 2014     |                   |
| 19 | Traverser un labyrinthe                     | 14 février 2014    |                   |
| 20 | Le défi lumières                            | 21 février 2014    |                   |
| 21 | Le lancer du projectile                     | 28 février 2014    |                   |
| 22 | La farine maison                            | 7 mars 2014        |                   |
| 23 | Stand-up paddle                             | 14 mars 2014       |                   |
| 24 | BMX                                         | 21 mars 2014       |                   |
| 25 | Trottinette                                 | 28 mars 2014       |                   |
| 26 | Biscuit                                     | 4 avril 2014       | Frédérique Dufort |
| X  | Spécial Camping                             | 6 juin 2014        |                   |